# El Cuy
El Cuy es una localidad del Departamento El Cuy, en el centro de la provincia de Río Negro, al norte de la Patagonia argentina. Ubicada en el centro de su departamento, del cual es cabecera, comparte la realidad física y social de la Línea Sur de la provincia. Está conectada con la ciudad de General Roca y con las localidades de Línea Sur por medio de la Ruta Provincial 6. Sin embargo, no cuenta con conexiones de rutas nacionales ni vías férreas.

## Toponimia
El nombre de la localidad puede hacer referencia a la voz mapudungun elcuí nombre de una cactácea llamada comúnmente en español chupa sangre o manca caballos También puede provenir de illku, illculn o üllkuln que significa encolerizarse. Pero nada tiene que ver con el roedor llamado cuy o cuis.

## Geografía física

### Localización
Está ubicada en el centro de la meseta patagónica, a mitad de camino entre la cordillera de los Andes y el mar Argentino.
- A unos 62 km al sudeste del embalse Ramos Mexía que forma la represa El Chocón en el río Limay.
- A unos 110 km al sudsudoeste de la confluencia de los ríos Limay y Neuquén que forman el río Negro.
- A unos 90 km al noroeste de la Ruta nacional 23 y el ramal Viedma-Bariloche del ferrocarril (localidad de Los Menucos).

### Geomorfología y geología
La localidad está ubicada en las mesetas patagónicas a 717 m s. n. m. En la zona aledaña a la localidad se destaca la presencia de mesetas basálticas, la más importante de ella es la altiplanicie (o meseta) de El Cuy, con dirección sudoeste-noreste al pie de la cual se encuentra la localidad. La altura media de esta altiplanicie es 770 m s. n. m. y tiene un máximo de 784 m s. n. m. representado por el cerro El Cuy. En el extremos sur de la meseta de El Cuy se encuentra el Cerro Encayapau, constituido por los restos del volcán que, durante el Plioceno, emitió la lava que conformó los basaltos de esta planicie. El sector oriental presenta cañadones y lomadas que varían entre 600 y 700 m s. n. m.
Algunas de las unidades estratigráficas de la zona son: formaciones La Cabaña (coincidente con la citada altiplanicie), Chichinales (sobre la cual está asentada la localidad) y Grupo Neuquén.

### Clima
Actualmente no existe estación meteorológica en funcionamiento, la que operaba en la zona fue suprimida en años anteriores. La estación meteorológica más cercana es la de Sierra Colorada (89 km al sudeste), la que, según la clasificación climática de Köppen, tiene un clima semiárido frío (BSk)
| Parámetros climáticos promedio de El Cuy, Río Negro (1976–1994) | Parámetros climáticos promedio de El Cuy, Río Negro (1976–1994) | Parámetros climáticos promedio de El Cuy, Río Negro (1976–1994) | Parámetros climáticos promedio de El Cuy, Río Negro (1976–1994) | Parámetros climáticos promedio de El Cuy, Río Negro (1976–1994) | Parámetros climáticos promedio de El Cuy, Río Negro (1976–1994) | Parámetros climáticos promedio de El Cuy, Río Negro (1976–1994) | Parámetros climáticos promedio de El Cuy, Río Negro (1976–1994) | Parámetros climáticos promedio de El Cuy, Río Negro (1976–1994) | Parámetros climáticos promedio de El Cuy, Río Negro (1976–1994) | Parámetros climáticos promedio de El Cuy, Río Negro (1976–1994) | Parámetros climáticos promedio de El Cuy, Río Negro (1976–1994) | Parámetros climáticos promedio de El Cuy, Río Negro (1976–1994) | Parámetros climáticos promedio de El Cuy, Río Negro (1976–1994) |
| Mes                                                             | Ene.                                                            | Feb.                                                            | Mar.                                                            | Abr.                                                            | May.                                                            | Jun.                                                            | Jul.                                                            | Ago.                                                            | Sep.                                                            | Oct.                                                            | Nov.                                                            | Dic.                                                            | Anual                                                           |
| --------------------------------------------------------------- | --------------------------------------------------------------- | --------------------------------------------------------------- | --------------------------------------------------------------- | --------------------------------------------------------------- | --------------------------------------------------------------- | --------------------------------------------------------------- | --------------------------------------------------------------- | --------------------------------------------------------------- | --------------------------------------------------------------- | --------------------------------------------------------------- | --------------------------------------------------------------- | --------------------------------------------------------------- | --------------------------------------------------------------- |
| Temp. máx. abs. (°C)                                            | 39.0                                                            | 38.5                                                            | 36.0                                                            | 30.0                                                            | 24.0                                                            | 27.0                                                            | 18.2                                                            | 25.0                                                            | 26.5                                                            | 31.5                                                            | 35.0                                                            | 36.0                                                            | 39.0                                                            |
| Temp. máx. media (°C)                                           | 28.0                                                            | 27.2                                                            | 23.7                                                            | 18.4                                                            | 13.3                                                            | 10.2                                                            | 9.2                                                             | 11.6                                                            | 13.9                                                            | 17.6                                                            | 21.7                                                            | 23.8                                                            | 18.2                                                            |
| Temp. media (°C)                                                | 21.6                                                            | 20.2                                                            | 17.9                                                            | 12.5                                                            | 8.3                                                             | 5.9                                                             | 5.0                                                             | 6.2                                                             | 8.9                                                             | 12.2                                                            | 17.2                                                            | 19.6                                                            | 13.0                                                            |
| Temp. mín. media (°C)                                           | 9.9                                                             | 9.5                                                             | 7.3                                                             | 4.4                                                             | 1.6                                                             | 0.0                                                             | −0.2                                                            | 1.0                                                             | 2.0                                                             | 5.1                                                             | 7.0                                                             | 8.1                                                             | 4.6                                                             |
| Temp. mín. abs. (°C)                                            | 0.0                                                             | -1.0                                                            | -1.0                                                            | -6.0                                                            | -11.0                                                           | -13.0                                                           | -15.0                                                           | -12.0                                                           | -10.0                                                           | -5.0                                                            | -8.0                                                            | 0.0                                                             | -15.0                                                           |
| Precipitación total (mm)                                        | 14.4                                                            | 19.0                                                            | 25.8                                                            | 15.1                                                            | 17.1                                                            | 18.2                                                            | 17.0                                                            | 12.4                                                            | 13.3                                                            | 17.4                                                            | 17.6                                                            | 19.9                                                            | 207.2                                                           |
| Días de lluvias (≥ 1 mm)                                        | 2.0                                                             | 2.1                                                             | 2.1                                                             | 3.3                                                             | 2.5                                                             | 2.8                                                             | 2.7                                                             | 2.5                                                             | 2.5                                                             | 2.4                                                             | 2.6                                                             | 2.5                                                             | 30.0                                                            |
| Fuente: Instituto Nacional de Tecnología Agropecuaria           |                                                                 |                                                                 |                                                                 |                                                                 |                                                                 |                                                                 |                                                                 |                                                                 |                                                                 |                                                                 |                                                                 |                                                                 |                                                                 |

### Hidrografía
En la zona no hay cursos de agua superficiales permanentes, solo cañadones por donde escurre el agua durante las tormentas importantes. La zona pertenece a la cuenca de la Salina Trapalcó ubicada a 120 km al noroeste, es decir una cuenca arreica. Algunos cañadones destacados cercanos a la localidad son Grande de El Cuy y Chico de El Cuy, ambos al oeste; y El Loro, hacia el este.

### Ecología
La flora y fauna de los alrededores de la localidad son los típicos de la zona centro-sur de la provincia, que corresponde a una transición entre el monte y la estepa.
No hay áreas protegidas cercanas a la localidad.

## Arqueología

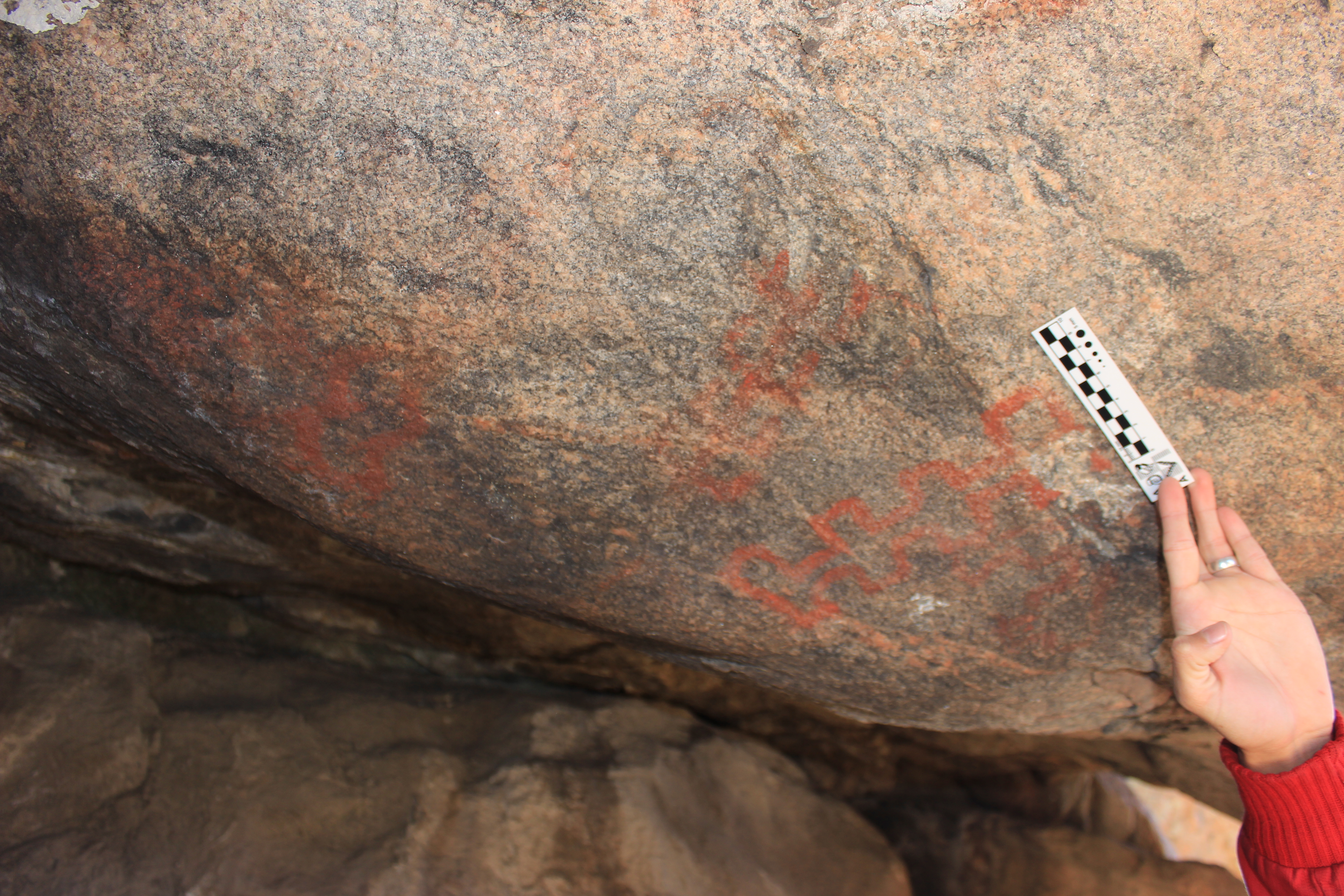
Pintura rupestre de campo cercano a El Cuy. Estilo de grecas

Son pocas las investigaciones arqueológicas desarrolladas en este sector de la Provincia de Río Negro. Sin embargo, se conocen algunos sitios arqueológicos que dan cuenta del uso de este territorio en tiempos previos a la organización soberana por parte del Estado argentino. En la década de 1970 un equipo dirigido por Carlos Gradin registró una serie de sitios arqueológicos con restos de poblaciones humanas del pasado, conformados principalmente por artefactos líticos, alfarería y arte rupestre.

## Historia
Como casi todo el norte de la Patagonia, hasta fines del siglo XIX estuvo poblada únicamente por los pueblos Tehuelche y Mapuche. Luego de las campañas militares para lograr el control del territorio, comienzan a funcionar las instituciones del estado argentino y a fundarse las localidades de la región. En 1906 había registros de los nacimientos en Registros Civiles. La localidad servía de lugar de paso, aguada y refugio de las tropas de carros que unían el Alto Valle y Neuquén con el sur (Maquinchao, Pilcaniyeu, Esquel)
El Cuy entra en la historia nacional en 1909 por ser el escenario de una masacre conocida como la matanza de los turcos (en referencia a inmigrantes de países árabes) a la que le siguieron episodios de torturas y muertes, por parte de agentes policiales contra los supuestos asesinos.

## Demografía
Los resultados definitivos del censo 2010 arrojaron que el municipio posee 498 habitantes. La tasa de crecimiento demográfico con respecto al censo 2001 es 3,9%.
La localidad ha logrado mantener su población a pesar de hallarse en un contexto de despoblamiento de la región.
La tabla siguiente muestra la población total del aglomerado en los censos 1980, 1991 y 2001
El censo 2022 arrojó 474 viviendas con una población estable de 600 habitantes en el municipio.
| Gráfica de evolución demográfica de El Cuy entre 1980 y 2022 |
|                                                              |
| Fuente: Censos nacionales del INDEC                          |

## Política
Dado que la localidad no tiene 2000 habitantes o más, según la constitución provincial solo puede constituirse, como gobierno local, una Comisión de Fomento. La tabla siguiente muestra los nombres de los Comisionados para distintos periodos
| Periodo     | 1996-2011                | 2011-                  |
| Comisionado | Dalmacio Toribio Soteras | Mónica Adriana Ramírez |
| Partido     | UCR                      | FpV                    |

La conformación completa de la Comisión de Fomento electa el 2 de octubre de 2012 es:
| Cargo                  | Nombre                 | Partido político |
| Comisionada de Fomento | Mónica Adriana Ramírez | AFV              |
| 1.º Vocal Titular      | Mirta Susana Sosa      | FPV              |
| 2.º Vocal Titular      | Rosa Elcira Colicheo   | AFV              |
| 1.º Vocal Suplente     | Roberto Hugo López     | AFV              |
| 2.º Vocal Suplente     | Héctor Abel Martínez   | PPR              |

A continuación se mueran los partidos políticos que se presentaron en las últimas elecciones y el porcentaje de votos obtenidos:
| Partido político                                             | Porcentaje de votos |
| Alianza Frente para la Victoria                              | 37 %                |
| Partido Provincial Rionegrino                                | 29 %                |
| Alianza Concertación para el Desarrollo (UCR y otros)        | 18 %                |
| Coalición Cívica - Afirmación para una República Igualitaria | 16 %                |

## Economía
Como sucede en toda la zona sur, la principal actividad agropecuaria es la producción extensiva de ganado menor, principalmente ovino, con importantes restricciones estructurales y en un contexto de degradación de los recursos naturales. Establecimientos cercanos a la localidad suelen ser sede de cursos de capacitación en esquila.
La producción de artesanías se presenta como una alternativa que le permite incrementar los ingresos familiares. En este último aspecto se destaca el grupo de tejedoras Milikilin Huitral con sede en la localidad.
En cuanto a la presencia del Estado, históricamente ha sido esporádica y escasa. En la actualidad, existen programas ejecutados desde instituciones gubernamentales nacionales y provinciales, que intentan revertir esta situación y mejorar la rentabilidad de los pequeños productores de la región. Algunas iniciativas estatales son: El Ente para el Desarrollo de la Línea y Región Sur. Plan Calor, el Hambre Más Urgente, el PRONUR

## Transportes
Algo que caracteriza a la localidad es su deficiente conectividad.
La única ruta que pasa cerca de la localidad es la ruta provincial 6 que, hacia el noreste, cruza el río Negro en Paso Córdoba y se interseca con la ruta nacional 22 cerca de General Roca (128 km). Hacia el sudoeste conduce a la ruta nacional 23 cerca de Ingeniero Jacobacci (215 km). La ruta 6 está pavimentada desde el Alto Valle hasta su intersección con la ruta provincial 8 a 30 km al sudoeste de El Cuy.
La ruta provincial 8, con dirección sudeste, se interseca con la ruta 6 a 30 km al sur de la localidad, conduce a la mencionada nacional 23 cerca de Los Menucos (125 km) y está pavimentada en sus primeros 33 km (desde la ruta 6 hasta el paraje La Esperanza) y consolidada el resto.
La ruta provincial 67, de dirección este-oeste, se interseca con la 6 en paraje Chasicó y con la 8 en La Esperanza. Hacia el este conduce a la nacional 23 cerca de Sierra Colorada (140 km) y hacia el oeste a la pequeña localidad de Mencué (144 km). Es un camino de tierra.
Otras rutas cercanas son las provinciales 71 y 74 que se intersecan con la ruta 6 a 53 km al norte y a 79 km al sudoeste y conducen a las localidades de Cerro Policía (103 km) y Aguada Guzmán (124 km) ambas localidades más chicas, incluso que El Cuy, ubicadas del otro lado de la altiplanicie que se desarrolla al oeste de la localidad. Estas dos rutas, son caminos de tierra.
El transporte público de pasajeros de larga distancia lo cubre la empresa de ómnibus Las Grutas, cuya línea Ingeniero Jacobacci - Cipolletti tiene un viaje diario desde y hacia dichas ciudades, pasando por Maquinchao, Los Menucos y La Esperanza en el sur y General Roca en el Alto Valle.

## Servicios Públicos
Agua potable: luego de años de mal funcionamiento del servicio, en octubre de 2012 se puso en funcionamiento una nueva plata potabilizadora. Debido a la presencia de flúor y arsénico en las fuentes de agua de la localidad, se usa el método de ósmosis inversa.
Energía: a la localidad no llega ningún gasoducto, ni ninguna red de distribución de energía eléctrica. Algunos establecimientos importantes tiene sus propias reservas de gas envasado y equipamiento de generación fotovoltaica. Además, la localidad cuenta con un surtidor de combustibles líquidos administrado por la Comisión de Fomento.
Educación:
- Escuela primaria N.º 87: Funciona en la localidad desde el año 1935. Es cerrada en 1940 y reabierta en 1943. En 1966 se inaugura el actual edificio.[35] También existe una residencia escolar para estudiantes primarios cuyas familias residen en parajes distantes.
- Centro de Educación Media N.º 100: inaugurado en el año 2000, funciona en el mismo edificio que la escuela primaria, en el turno tarde. En el año 2001 se crea una residencia para estudiantes secundarios de parajes distantes.[36][37]
- Escuela De Educación Básica Para Adultos n.º 32: Funciona turno noche, en el mismo edificio.

Salud: El centro de salud de la localidad era sala de primeros auxilios en 2004. En 2006 la prensa se refiere a él como hospital o sala de primeros auxilios. En 2010 había un solo médico.

### Diarios de viaje
- La bici de los títeres del Teatro Alpargata (enlace roto disponible en Internet Archive; véase el historial, la primera versión y la última).
- Lo del Pampa